# Пон-сюр-Сен
Пон-сюр-Сен (фр. Pont-sur-Seine) — коммуна во Франции, находится в регионе Шампань — Арденны. Департамент — Об. Входит в состав кантона Ножан-сюр-Сен. Округ коммуны — Ножан-сюр-Сен.
Код INSEE коммуны — 10298.
Коммуна расположена приблизительно в 100 км к юго-востоку от Парижа, в 75 км юго-западнее Шалон-ан-Шампани, в 45 км к северо-западу от Труа.

## Население
Население коммуны на 2008 год составляло 990 человек.
| 1962 | 1968 | 1975 | 1982 | 1990 | 1999 | 2008 |
| ---- | ---- | ---- | ---- | ---- | ---- | ---- |
| 722  | 734  | 925  | 994  | 887  | 935  | 990  |

## Экономика
В 2007 году среди 602 человек в трудоспособном возрасте (15—64 лет) 448 были экономически активными, 154 — неактивными (показатель активности — 74,4 %, в 1999 году было 70,3 %). Из 448 активных работали 390 человек (217 мужчин и 173 женщины), безработных было 58 (22 мужчины и 36 женщин). Среди 154 неактивных 39 человек были учениками или студентами, 64 — пенсионерами, 51 были неактивными по другим причинам.

## Достопримечательности
- Церковь Сен-Мартен (XVI век). Памятник истории с 1963 года[3]
- Замок XVII века. Был построен Клодом Бутилье, суперинтендантом финансов Людовика XIII. В 1805—1814 годах замок был резиденцией Летиции Рамолино, матери Наполеона Бонапарта[4].

## Фотогалерея
- Церковь Сен-Мартен
- Интерьер церкви Сен-Мартен
- Пьета
- Карта коммуны